# Ziehharmonikaeffekt (Lohnspreizung)
Beim Ziehharmonika-Effekt handelt es sich um einen von Hans-Werner Sinn geprägten Begriff, mit dem er seine These anschaulich macht, dass die Arbeitslosigkeit unter Geringqualifizierten in Deutschland insbesondere auf das Problem zu hoher Lohnkosten zurückzuführen sei.

## Definition
Für Sinn ist der Sozialstaat, so wie er in Deutschland konstruiert ist, verantwortlich für die hohe Arbeitslosigkeit im Bereich der Geringqualifizierten. Er begründet dies damit, dass der deutsche Sozialstaat mit seinen Lohnersatzleistungen einen Mindestlohn (Sozialhilfe) festsetze, der von der privaten Wirtschaft überboten werden müsse, falls ein Arbeitsverhältnis zustande kommen solle. Da niemand bereit sei für einen Lohn zu arbeiten, der geringer oder auf dem gleichen Niveau wie der vom Staat gezahlte Mindestlohn ist, müssten Unternehmen den Lohn hinreichend über dem Niveau der Sozialhilfe ansetzen, wodurch die darüberliegenden Löhne weiter nach oben geschoben würden – der zweitniedrigste Lohn müsse höher sein als der bereits „hochgestauchte“ niedrigste Lohn, der dritthöchste müsse über dem zweithöchsten liegen und so weiter. Diesen Prozess des „Zusammenschiebens“ der gesamten Lohnskala von unten her vergleicht Sinn mit der Funktionsweise einer Ziehharmonika und bezeichnet den entsprechenden Effekt analog als Ziehharmonika-Effekt.
Durch ihn würden im unteren und mittleren Lohnbereich die Löhne über das markträumende Niveau gehoben, wodurch Arbeitslosigkeit entstehe. Freilich gelte dies nur für die Geringqualifizierten: Da sich der Effekt nach oben hin immer mehr verringere, seien qualifizierte Arbeitskräfte von ihm auch nicht betroffen.
Zu seiner Bekämpfung schlägt Sinn vor, dass zwischen dem Mindestlohn des Sozialstaates (Sozialhilfe) und dem niedrigsten Lohn auf dem Markt ein gewisser Abstand geschaffen werden müsse, damit ein Arbeitnehmer bereit ist, das betreffende Arbeitsverhältnis überhaupt erst anzunehmen.

## Kritik
Keynesianische Ökonomen wie Rudolf Hickel oder Peter Bofinger kritisieren Sinns Deutung. So sei schon eine große Lohnspreizung mit vielen 400-€-Jobs vorhanden. Es bringe nichts, den Arbeitslosen weiter Sozialhilfe zu kürzen. So gehe es dabei nur darum, niedrige Löhne zu rechtfertigen und attraktiv zu machen.
Zudem verweisen sie darauf, dass sich die deutschen Lohnersatzleistungen von denen europäischer Nachbarländer kaum unterschieden. In nordeuropäischen Ländern liege die Arbeitslosigkeit durchweg trotz deutlich hoher Lohnersatzleistungen unter der deutschen.
Ferner gebe etwa die PISA-Studie einen Hinweis darauf, dass die hohe Arbeitslosigkeit unter Unqualifizierten auch mit einem für ein Industrieland überdurchschnittlichen Anteil an den Erwerbspersonen begründet werden könne.